# Fábio Silva
Pour les articles homonymes, voir Silva.
Fábio Silva, né le 19 juillet 2002 à Porto au Portugal, est un footballeur portugais qui évolue au poste d'attaquant à Wolverhampton Wanderers.

## Biographie

### FC Porto
Fábio Silva commence sa carrière au FC Porto avant de partir au SL Benfica en 2015. Il revient finalement au bercail deux ans plus tard. En février 2019, il marque 20 buts en 26 matchs avec l'équipe des moins de 19 ans, et se voit appelé par l'entraîneur Sérgio Conceição pour s'entraîner avec l'équipe première.
Le 29 avril 2019, il remporte l'UEFA Youth League 2018-2019 en finissant premier passeur ex æquo de la compétition.
Le 17 août 2019, il fait ses débuts avec l'équipe senior du FC Porto en Primeira Liga, où il remplace Otávio à la 79e minute, mais malheureusement pour lui l'équipe connaît une défaite contre Gil Vicente (2-1). Âgé de seulement 17 ans et 22 jours, il dépasse alors Bruno Gama en tant que plus jeune joueur de l'histoire du club à débuter en championnat.
Le 19 septembre 2019, il joue contre le BSC Young Boys en phase de groupes de la Ligue Europa, où il devient alors le plus jeune joueur du club dans les compétitions européennes, en devançant Rúben Neves. Six jours plus tard, il devient le plus jeune joueur du club à commencer un match, en étant aligné contre le CD Santa Clara, lors de la phase de groupes de Taça da Liga, battant ainsi un record détenu par Serafim Pereira depuis 1960.
Le 19 octobre 2019, Fábio Silva marque son premier but contre le SC Coimbrões (es), en l'emportant 5-0 lors du troisième tour de la Taça de Portugal. Grâce à ce but, il dépasse Neves en devenant le plus jeune buteur de l'histoire du club. Huit jours plus tard, il bat le record du plus jeune buteur du championnat avec Porto, lors d'une victoire 3-0 à domicile sur le FC Famalicão. Le 10 novembre 2019, lors d'une victoire 1-0 contre le Boavista FC dans le Derby da Invicta, il devient le plus jeune joueur du Derby de l'histoire du club, dépassant un record détenu depuis l'époque de Serafim.
Le 8 mai 2020 il est inclus dans le top 50 — à la 22e position — des meilleurs jeunes au niveau mondial par le site spécialisé de Football Talent Scout.

### Wolverhampton
Le 5 septembre 2020, Fabio Silva est transféré chez les loups de Wolverhampton, le club de Premier League déboursant 35 millions de livres sterling (environ 40 millions d'euros) pour le recruter ce qui constitue le transfert le plus élevé de l'histoire des Wolves,.
Remplaçant en début de saison, il obtient plus de temps de jeu et enchaîne les titularisations à la pointe de l'attaque des Wolves à la suite de la longue convalescence de Raúl Jiménez. Il inscrit son premier but avec Wolverhampton sur penalty lors du match de la 14e journée du championnat anglais contre le Burnley FC (défaite 2-1).

### En sélection
Fábio Silva connaît sa première expérience internationale avec l'équipe du Portugal des moins de 15 ans en 2017. Avec cette équipe, il inscrit deux doublés, contre les Émirats arabes unis, puis les États-Unis.
Il fait ensuite partie de l'équipe des moins de 17 ans qui participe au championnat d'Europe des moins de 17 ans en 2018. Il joue deux matchs lors de ce tournoi, sans parvenir à dépasser le premier tour. Il atteint ensuite les quarts de finale du championnat d'Europe des moins de 17 ans en 2019. Lors de cette compétition organisée en Irlande, il marque contre Islande, avec à la clé une victoire sur le score de 4-2.
Le 11 octobre 2019, Fábio Silva marque un triplé avec les moins de 19 ans, lors d'un match amical, avec une victoire sur le score de 4-1 contre l'Italie à Bragance.

## Vie privée
Le père de Fábio Silva, Jorge Silva, était également footballeur. Évoluant au poste de milieu de terrain défensif, il remporte le championnat en 2001 avec Boavista, et se voit sélectionné par deux fois en sélection portugaise. Son frère aîné, également nommé Jorge, a joué à ce poste à la Lazio Rome.

## Statistiques
| Saison                | Club                    | Championnat           | Championnat | Championnat | Championnat | Coupe nationale | Coupe nationale | Coupe nationale | Coupe de la Ligue | Coupe de la Ligue | Coupe de la Ligue | Supercoupe | Supercoupe | Supercoupe | Compétition(s) continentale(s) | Compétition(s) continentale(s) | Compétition(s) continentale(s) | Compétition(s) continentale(s) | Portugal | Portugal | Portugal | Total | Total | Total |
| Saison                | Club                    | Division              | M.          | B.          | P.d.        | M.              | B.              | P.d.            | M.                | B.                | P.d.              | M.         | B.         | P.d.       | Comp.                          | M.                             | B.                             | P.d.                           | M.       | B.       | P.d.     | M.    | B.    | P.d.  |
| 2019-2020             | FC Porto                | Primeira Liga         | 12          | 1           | 0           | 3               | 2               | 1               | 3                 | 0                 | 1                 | -          | -          | -          | C3                             | 3                              | 0                              | 0                              | -        | -        | -        | 21    | 3     | 2     |
| Sous-total            | Sous-total              | Sous-total            | 12          | 1           | 0           | 3               | 2               | 1               | 3                 | 0                 | 1                 | -          | -          | -          | -                              | 3                              | 0                              | 0                              | -        | -        | -        | 21    | 3     | 2     |
| 2020-2021             | Wolverhampton Wanderers | Premier League        | 32          | 4           | 3           | 3               | 0               | 0               | 1                 | 0                 | 0                 | -          | -          | -          | -                              | -                              | -                              | -                              | -        | -        | -        | 36    | 4     | 3     |
| 2021-2022             | Wolverhampton Wanderers | Premier League        | 22          | 0           | 0           | 2               | 0               | 1               | 2                 | 0                 | 2                 | -          | -          | -          | -                              | -                              | -                              | -                              | -        | -        | -        | 26    | 0     | 3     |
| 2023-2024             | Wolverhampton Wanderers | Premier League        | 8           | 0           | 0           | -               | -               | -               | 2                 | 1                 | 0                 | -          | -          | -          | -                              | -                              | -                              | -                              | -        | -        | -        | 10    | 1     | 0     |
| Sous-total            | Sous-total              | Sous-total            | 62          | 4           | 3           | 5               | 0               | 1               | 5                 | 1                 | 2                 | -          | -          | -          | -                              | -                              | -                              | -                              | -        | -        | -        | 72    | 5     | 6     |
| 2022-2023             | RSC Anderlecht (prêt)   | Pro League            | 20          | 7           | 1           | 2               | 1               | 1               | -                 | -                 | -                 | -          | -          | -          | C4                             | 10                             | 3                              | 2                              | -        | -        | -        | 32    | 11    | 4     |
| Sous-total            | Sous-total              | Sous-total            | 20          | 7           | 1           | 2               | 1               | 1               | 0                 | 0                 | 0                 | 0          | 0          | 0          | -                              | 10                             | 3                              | 2                              | -        | -        | -        | 32    | 11    | 4     |
| 2022-2023             | PSV Eindhoven (prêt)    | Eredivisie            | 14          | 4           | 1           | 3               | 0               | 0               | -                 | -                 | -                 | -          | -          | -          | C3                             | 2                              | 1                              | 1                              | -        | -        | -        | 19    | 5     | 2     |
| Sous-total            | Sous-total              | Sous-total            | 14          | 4           | 1           | 3               | 0               | 0               | 0                 | 0                 | 0                 | 0          | 0          | 0          | -                              | 2                              | 1                              | 1                              | -        | -        | -        | 19    | 5     | 2     |
| 2023-2024             | Rangers FC (prêt)       | Premiership           | 18          | 4           | 0           | 5               | 2               | 0               | -                 | -                 | -                 | -          | -          | -          | C3                             | 2                              | 0                              | 0                              | -        | -        | -        | 25    | 6     | 0     |
| Sous-total            | Sous-total              | Sous-total            | 18          | 4           | 0           | 5               | 2               | 0               | 0                 | 0                 | 0                 | 0          | 0          | 0          | -                              | 2                              | 0                              | 0                              | -        | -        | -        | 25    | 6     | 0     |
| 2024-2025             | UD Las Palmas (prêt)    | La Liga               | 17          | 7           | 2           | 1               | 0               | 0               | -                 | -                 | -                 | -          | -          | -          | -                              | -                              | 0                              | -                              | 1        | 0        | 0        | 19    | 7     | 2     |
| Sous-total            | Sous-total              | Sous-total            | 17          | 7           | 2           | 1               | 0               | 0               | 0                 | 0                 | 0                 | 0          | 0          | 0          | -                              | 0                              | 0                              | 0                              | 1        | 0        | 0        | 19    | 7     | 2     |
| Total sur la carrière | Total sur la carrière   | Total sur la carrière | 143         | 26          | 7           | 19              | 5               | 3               | 8                 | 1                 | 3                 | 0          | 0          | 0          | -                              | 17                             | 4                              | 3                              | 1        | 0        | 0        | 188   | 36    | 16    |

### Équipe nationale[20].
| Saisons | Équipes       | Compétitions          | J. | B. | p.d. | CJ. | CR. |
| ------- | ------------- | --------------------- | -- | -- | ---- | --- | --- |
| 2018    | Portugal U 17 | Euro U 17             | 2  | 0  | 0    | 1   | 0   |
| 2019    | Portugal U 17 | Euro U 17 Qualif.     | 5  | 2  | -    | 0   | 0   |
| 2019    | Portugal U 17 | Amical International  | 3  | 0  | -    | 0   | 0   |
| 2019    | Portugal U 17 | Euro U 17             | 4  | 1  | 0    | 0   | 0   |
| 2019    | Portugal U 19 | Amical International. | 3  | 3  | -    | 0   | 0   |
| 2023    | Portugal U 21 | Euro U 21 Qualif.     | 8  | 6  | 4    | 0   | 0   |
| Total.  | Total.        | Total.                | 25 | 12 | 4    | 1   | 0   |

## Palmarès
- FC Porto
  - Champion du Portugal en 2020
  - Vainqueur de la Coupe du Portugal en 2020
  - Vainqueur de l'UEFA Youth League en 2019
  - Meilleur passeur de l'UEFA Youth League en 2019

- PSV Eindhoven
  - Vainqueur de la Coupe des Pays-Bas en 2023